# キリスト教音楽

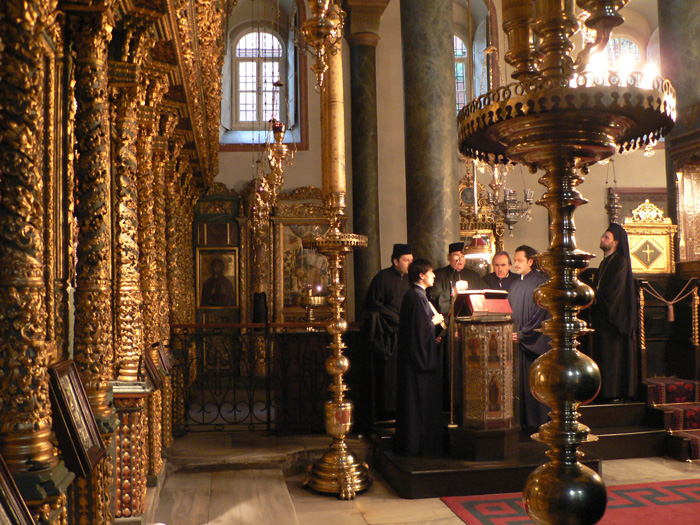
聖ゲオルギオス大聖堂での奉神礼時の光景（正教会・コンスタンディヌーポリ総主教庁）。右詠隊（「右側の聖歌隊」の意。正教会の詠隊が左右に分かれる場合の、右側の詠隊を指す語）が歌っている。左側に至聖所のイコノスタシスが写っている。

キリスト教音楽（キリストきょうおんがく）では、キリスト教の祈祷（公祈祷・礼拝）で用いられる聖歌・音楽を中心に扱うとともに、礼拝ではほとんど用いられないが演奏会などでは用いられるキリスト教音楽についても扱う。教会音楽（きょうかいおんがく）という語もあるが、こちらは教会で用いられる音楽を限定して指すことがほとんどであり、演奏会向けのキリスト教音楽のことはあまり含まれない。キリスト教における礼拝音楽（れいはいおんがく）、典礼音楽（てんれいおんがく）はさらに狭義となり、公祈祷・礼拝で用いられる音楽のみを指す（ただし、礼拝音楽、典礼音楽は他宗教の音楽にも使われる用語である）。

## 概要
キリスト教音楽には、祈祷（公祈祷・礼拝）における聖歌・賛美歌・カンタータなどの音楽がある。加えて、オラトリオなど、礼拝においてはあまり用いられないがキリスト教のメッセージを伝えようとする音楽が含まれる。
キリスト教に題材をとる音楽も場合によってはキリスト教音楽に含まれうるが、キリスト教に題材をとっている曲だからといってキリスト教音楽とみなされるとは限らない。たとえ歌詞がキリスト教的世界観に深甚な影響を受けていたとしても、ゴシックメタルなどのジャンルの音楽は、通例「キリスト教音楽」とは扱われない。他方、キリスト教的世界観を伴った歌詞を持つ交響曲（例えばマーラーの交響曲第8番第1楽章など）をキリスト教音楽とみなすかどうかは判断がわかれるなど、キリスト教音楽の定義には究極的には曖昧さが避けられない部分がある。
以下、祈祷における音楽と、その他のキリスト教音楽について述べる。

### 祈祷（礼拝）におけるキリスト教音楽

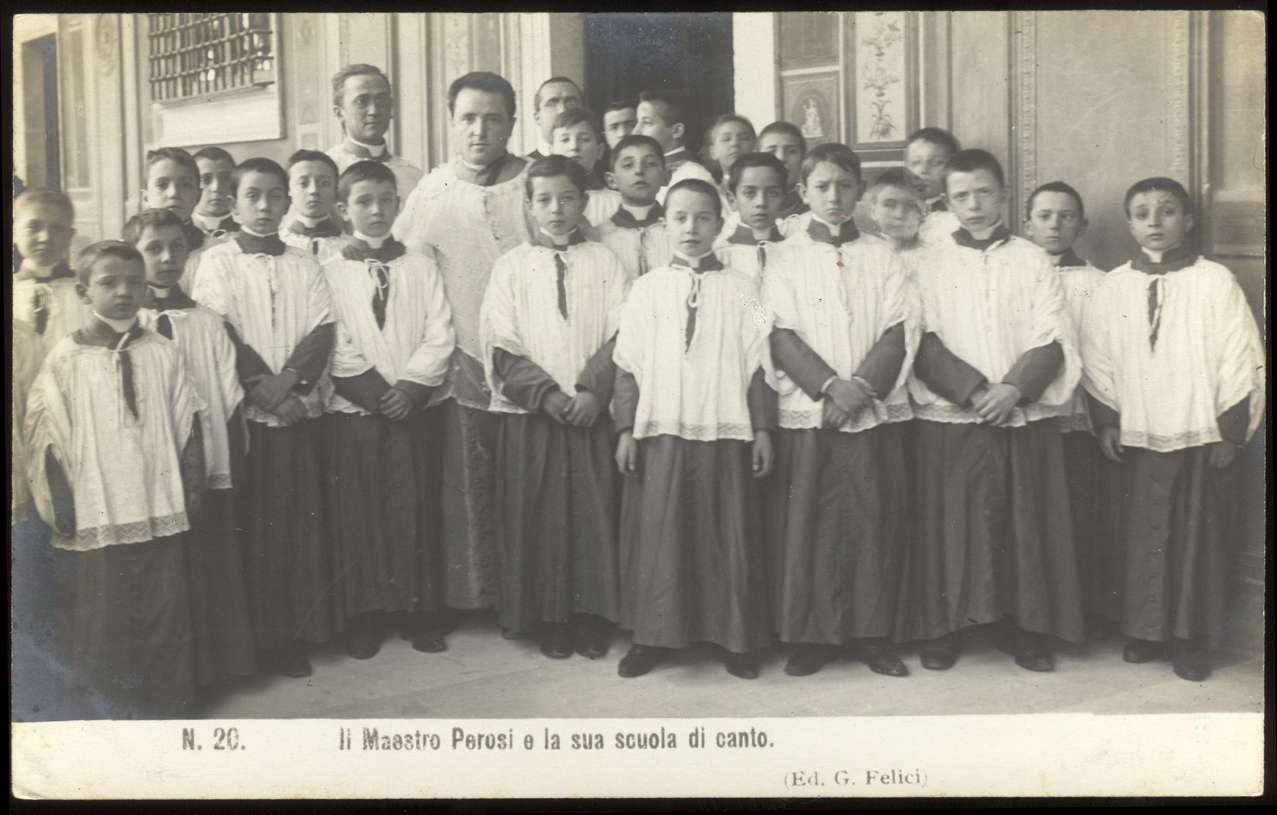
イタリアの聖歌隊（1905年）

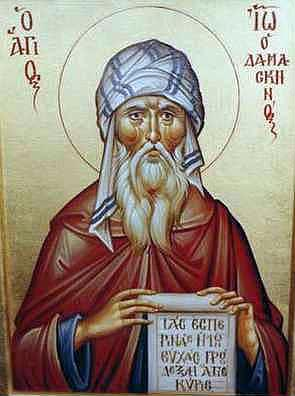
ダマスコの聖イオアン（ヨハネ）のイコン

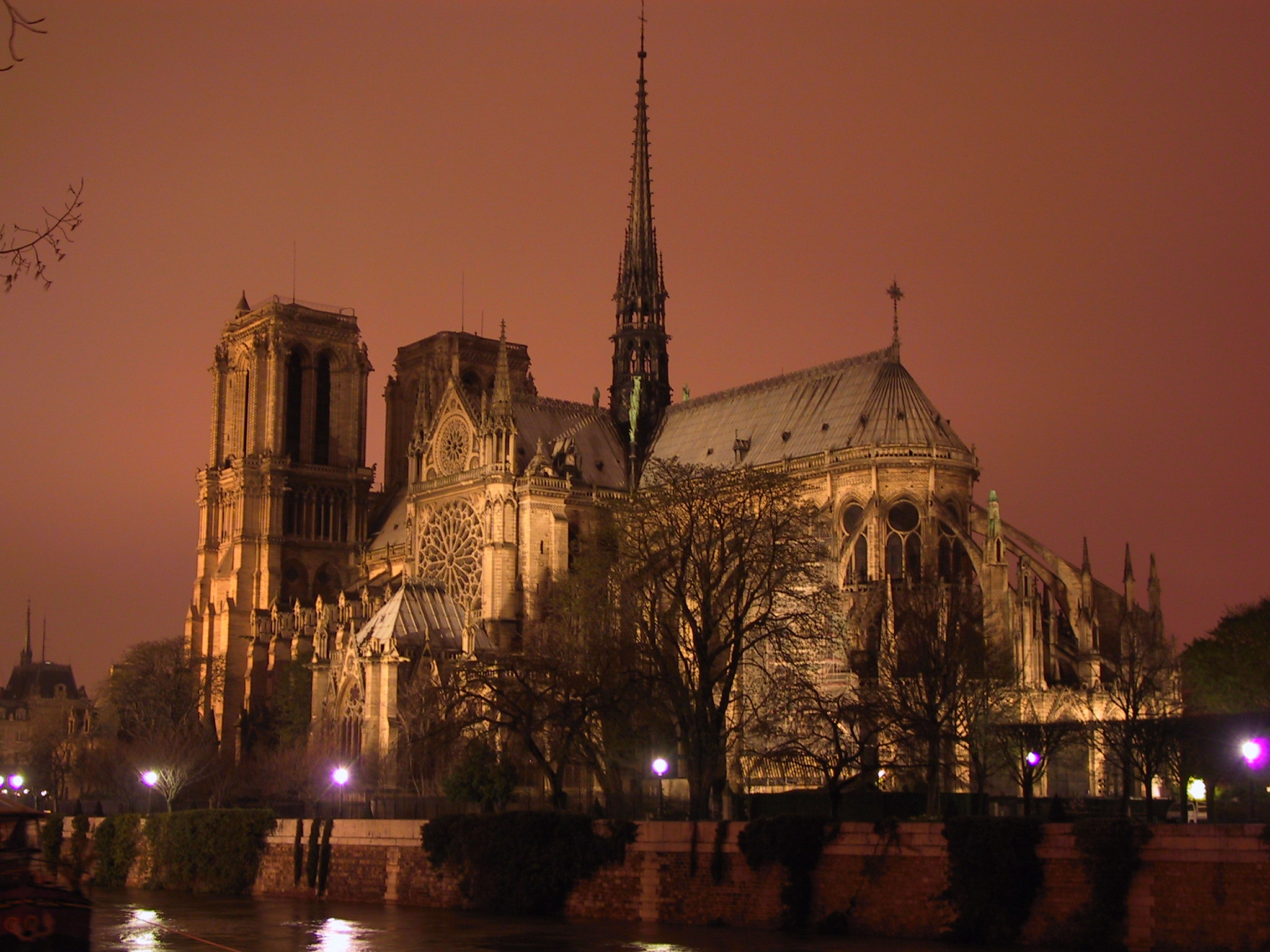
パリのノートルダム大聖堂（カトリック教会）の夜景

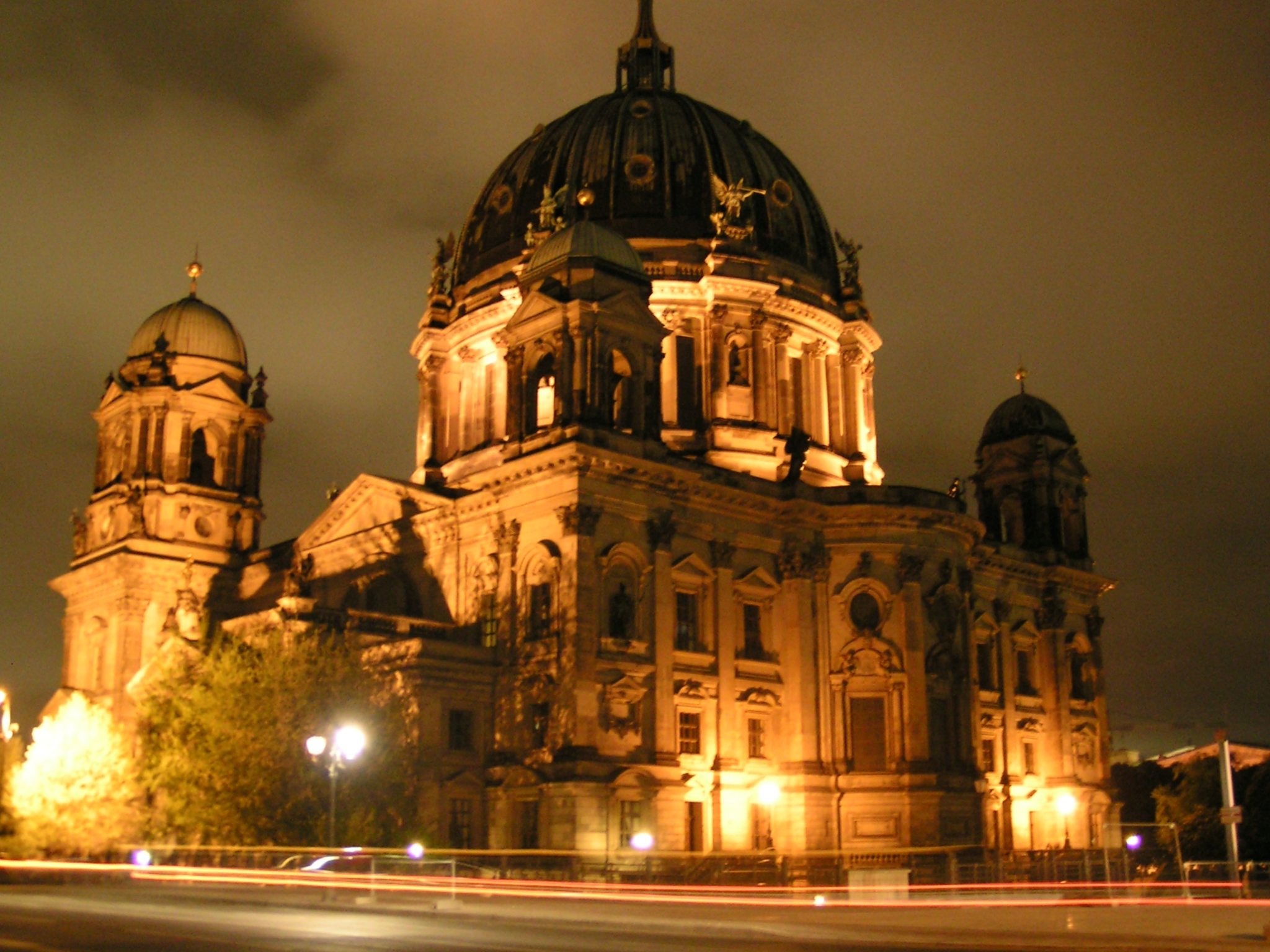
ベルリン大聖堂（ルーテル教会）の夜景

キリスト教ではどの教派においても、礼拝（奉神礼・典礼）において聖歌・音楽は重要な要素ともいえる。イエス・キリストがこの世にいたときから祈りにあたって歌などが用いられたことは聖書にも書かれているが（マタイによる福音書11章17節、同26章30節、マルコによる福音書14章26節、使徒行伝2章26節、同16章25節、ほか）、キリスト教初期の時代から祈りは歌われていたという。ただし古代から中世前半ほどまでの時代においてどのような歌が実際に歌われていたかについては、記譜法の喪失・録音の不存在といった事情により、復元考証は極めて困難である。
古代から現代に至るまで、どのような音楽が教会における祈祷（公祈祷・礼拝）に相応しいのかについてさまざまな見解が示され、伝統が形成されてきた。その歴史において、礼拝に相応しい音楽が模索・規定され、その信仰を反映する音楽が作られてきた。新しい音楽の形態・曲が正統性を認められることもあれば、そうでない場合もあった。このような取捨選択が行われたことには、即興の賛美や新しい歌をそのまま認めてしまえば異端・異教の影響が懸念されるという背景がある。
近世に至るまで、聖歌を作曲した者の名は聖歌者聖ロマンやダマスコの聖イオアン（ヨハネ）などのわずかな聖人たちのものしか知られておらず、近現代以前は聖歌は基本的に伝承されていくものであった。しかし、近現代以降は作曲家の名が明らかにされた上で作成された音楽・聖歌が増えていった。
キリスト教における歌・音楽と、その用いられ方については教派ごとに相違がある。
特に東方教会と西方教会の差異は、歴史的経緯においても現代行われている態様においても著しい。一般に東西教会の分裂の年とされている1054年以前においても、ローマ帝国が東西に分裂して以降、地中海東西の経済的な結び付きが弱まるのにしたがって文化的交流も減少し、キリスト教音楽の差異はすでに深まっていた。
ただし、東西教会も文化的に完全に断絶したわけではなく、部分的に教会文化の交流が行われる中でその音楽についても影響を与え合ってきた面もある。西方教会におけるグレゴリオ聖歌をはじめとした聖歌の形成には東ローマ帝国地域からのビザンティン聖歌の影響が指摘される。逆に東欧における正教会は、現代のウクライナの地域における17世紀以降の西欧音楽の導入を嚆矢として、西方教会からの影響を大きく受けた。
一方で西方教会内、すなわちカトリック・プロテスタント間にも音楽伝統の差異はあるが、東西教会の差異ほどにはその程度は深くない。
現代、西方教会においては、オルガンを使った伝統的な音楽を保持する一方で、現代的な音楽も含めたさまざまな音楽を礼拝に取り入れ、多様な形態を示している。西方教会の生み出してきた音楽の中には、クラシック音楽をはじめとした演奏会でも頻繁に取り上げられる音楽も少なくない。ただし、教会における日常の礼拝で頻繁に用いられる音楽と、演奏会で多く演奏される音楽とは、形態・曲目において差がある。例えば西方教会の礼拝において、W.A.モーツァルトやJ.S.バッハの歌が礼拝において用いられることはほとんどないが、彼らの作曲によるキリスト教音楽が世俗の演奏会で演奏される機会は多い。
他方、東方教会は聖歌において極めて保守的である。一部の正教会や東方諸教会ではオルガンなどの楽器を取り入れているケースもあるが、正教会では基本的に聖歌は無伴奏声楽であることが現代においてもなお原則である。また、曲の選定・作曲においても伝統的である。西欧化されて以降の正教会の聖歌も、近世以降あまり形を変えずに歌われている一方で、近年、西欧化される以前の正教会の聖歌を見直す機運が高まり、古典聖歌の復元研究も東欧において盛んになっている。また、ビザンティン聖歌は西欧化の影響をあまり蒙っていない。

### その他のキリスト教音楽
礼拝の場面ではあまり用いられないが、オラトリオなどは通例キリスト教音楽に数えられる。こうした礼拝の場面であまり用いられないキリスト教音楽も、礼拝とは別個に成立したものばかりでなく、礼拝音楽とお互いに影響を与えあいながら成立している。

## 東方教会
東方教会は東西の経済的交流・文化的交流が減少したことにより、西欧の諸教会とは大きく異なる教会音楽伝統を発展させるに至った。また、東方教会内でも正教会と東方諸教会との間には聖歌伝統における差異が存在し、さらに正教会内・東方諸教会内のそれぞれにも地域・時代による多様性が存在する。

### 正教会

#### 奉神礼における聖歌
正教会の聖歌は無伴奏声楽が原則である。奉神礼との密接な結び付きを要求され、音楽的側面のために歌詞（祈祷文）に変更を加えることは許されない。このため、聖歌を他言語に翻訳する際には音楽に合わせて歌詞を変更するのではなく、歌詞に合わせて旋律と和声を変更する作業が必然的に行われる。
奉神礼に組み込まれていない祈祷文を奉神礼において歌唱することは、聖体礼儀中の神品 (正教会の聖職)領聖中に歌われる合唱聖歌コンチェルトなどの、ごく一部の例外を除いて行われない。従って讃美歌も用いられない。
西方教会で用いられるグレゴリオ聖歌・ゴスペル・ミサ曲・レクイエムなどは正教会にあっては全く用いられておらず、楽典的側面における音楽文化の影響の与え合いや中世の東西教会分裂前の伝統の交流を除き、かなり相違の大きい別系統の聖歌伝統・音楽伝統に位置付けられる。

#### 音楽的特徴による分類
音楽的特徴による分類としては、ビザンティン聖歌、ロシア・バルカン半島諸国の伝統的聖歌、同地域における西方教会の影響を受けた多声聖歌、グルジア正教会における古代以来の独自の音楽伝統に立脚したグルジア多声聖歌などが正教会で用いられる。もちろんこれらの分類が全ての聖歌に正確に当てはまるとは限らず、各種の様式を折衷したものや、時代による変化の過渡期のものとして位置付けられる聖歌も多い。他地域の聖歌を取り上げて歌うこともしばしば行われている。
近世以降は、世俗曲も手がける作曲家による聖歌が、伝統的な聖歌と併用されつつ正教会でも歌われている。

#### 歴史
正教会での奉神礼に用いられる聖歌は、東ローマ帝国の版図において発展したビザンティン聖歌、ロシア帝国の版図において発展したロシア聖歌だけにその伝統はとどまらず、グルジア、バルカン半島諸国など、各地において多様な発展を示してきた。

##### 古代・中世
古代・中世においてどのような聖歌が歌われていたのかは、記譜法の変化による解読の不可能性や録音の不存在などの事情により、推測の域を出ない。また古代・中世の正教会世界の聖歌文化・奉神礼文化にも、地域によって大きな差があった。
聖歌者ロマン、ダマスコの聖イオアン（676年 - 749年）などのように聖歌作曲で知られる古代・中世の聖人もいないわけではないが、多くの聖歌作曲家は無記名であり、今日までその名が知られている古代・中世の作曲家は数えるほどしか存在しない。近世以降も無記名による聖歌は用いられている。
ただし記録の不存在・再現の不可能性はその時代に変化・発展が無かったことを意味するものではなく、譜面・同時代人の文章から、様式に様々な変化・発展が起こっていたことは確実である。東ローマ帝国内においてはギリシャ語を用いるビザンティン聖歌が発達し、東スラヴ地域では教会スラヴ語を用いるズナメニ聖歌が、グルジアではグルジア語を用いるグルジア多声聖歌が発達した。

##### 近世以降

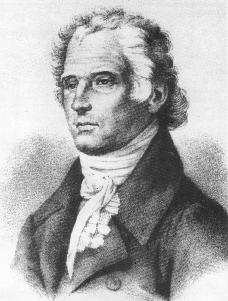
ボルトニャンスキー

ギリシャのビザンティン聖歌、ロシアのズナメニ聖歌などにおいて匿名性の高かった聖歌作曲も、近世以降には作曲家の名が出て来るようになった。
ロシア正教の多声聖歌はイタリア盛期バロック音楽の様式に倣ったボルトニャンスキーの諸作品等に本格的に始まり、その後はプロテスタント教会のコラールを彷彿とさせる、シラビックな、ネウマティックな曲付けと、単純だが印象的な和声付けが特徴的な聖歌が主流となった。特に重要な聖歌作曲家としてアレクサンドル・アルハンゲルスキーやパーヴェル・チェスノコフなどが挙げられる。また世俗作品も手がけた作曲家にも聖歌の作曲を行った者が多い。ドミトリー・ボルトニャンスキー、ピョートル・チャイコフスキー、リムスキー＝コルサコフ、シュテファン・モクラーニャッツ、ドーブリ・フリストフ、セルゲイ・ラフマニノフ、アレクサンドル・グレチャニノフなどが代表的である。
これらの作曲家は、聖金口イオアン聖体礼儀やパニヒダ（永眠者を記憶する祈祷）など特定の奉神礼の全曲を作曲することもあれば、一部分に曲付けすることもあった。これらの作品の中では特にラフマニノフの「徹夜祷」が有名である。ただし、これら世俗曲も手がけた作曲家による聖歌は、その難易度等のさまざまな要因から、正教会の奉神礼において実際に歌われることは多くない。また、これら作曲家によるものを実際の奉神礼に用いる場合でも、一人の作曲家によるもののみで歌い切ることはまず行われず、大抵は伝統的旋律・和声を用いた曲と、何人かの作曲家の曲を組み合わせて用いる。
ロシア正教会で制定されていたオビホードに基づく多声聖歌以前の、各地方教会で伝承されていたような古い起源を持つ単声聖歌への関心と研究も、近代以降に大きく行われるようになった。代表的な研究者にステパン・スモレンスキイがいる。
これらの伝統のうち多くは、東ヨーロッパ諸国の多くが共産主義国となっていった中で、教会が宗教弾圧を共産主義政権から受けるとともに断絶ないし停止された。パーヴェル・チェスノコフなどはロシア革命以降は聖歌作曲を断念し、以後は世俗の合唱曲の作曲と歌唱の指導のみに活動を限定せざるを得なかった（それでもソ連末期にはウラジーミル・マルティノフのように正教会聖歌も手がける作曲家が現れた）。
共産主義政権が倒れて信仰が自由化されるとともに、再び聖歌作曲が活発に行われるようになっている。また、古い聖歌の復元研究も再び活発化している。

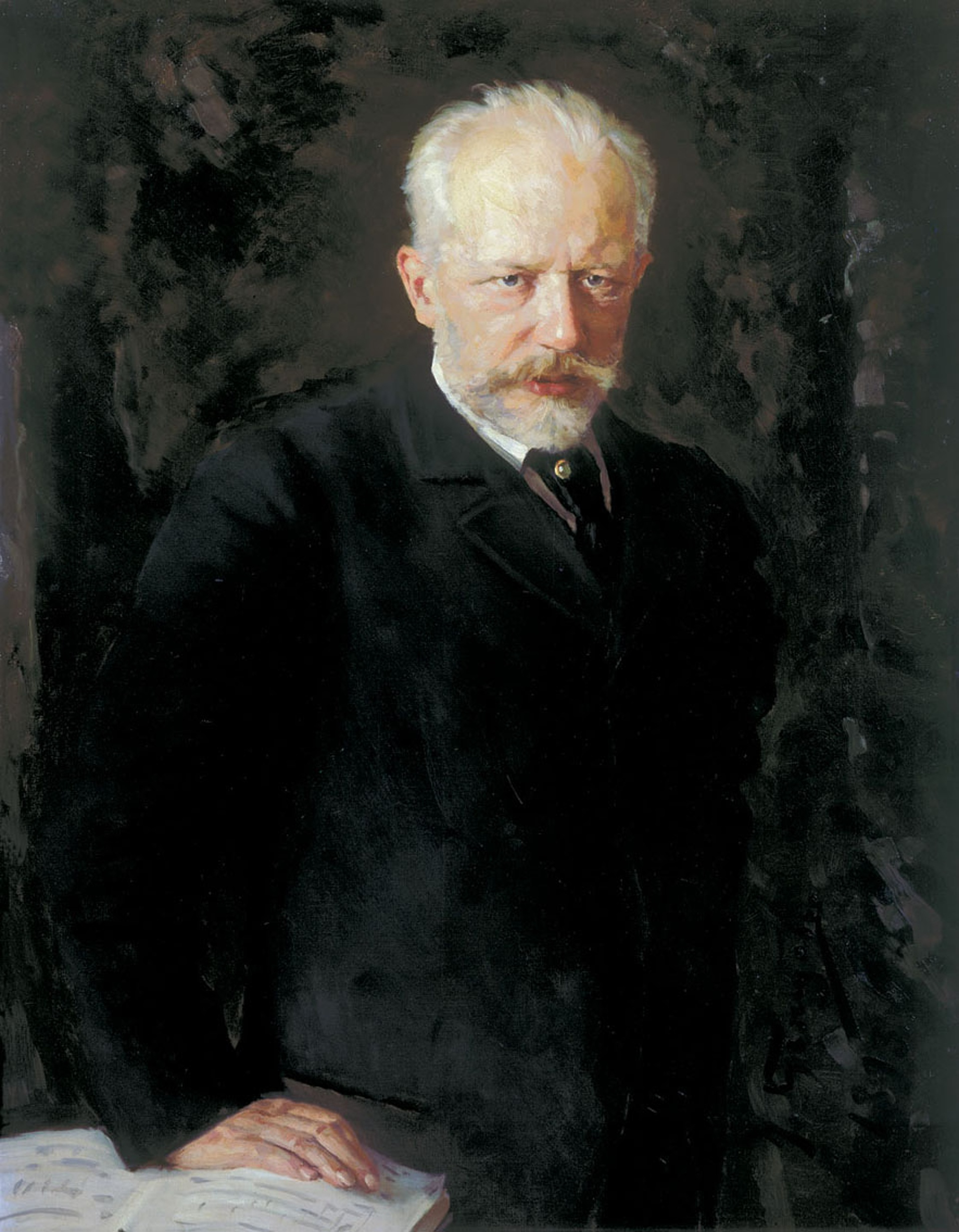
チャイコフスキー
モクラーニャッツ
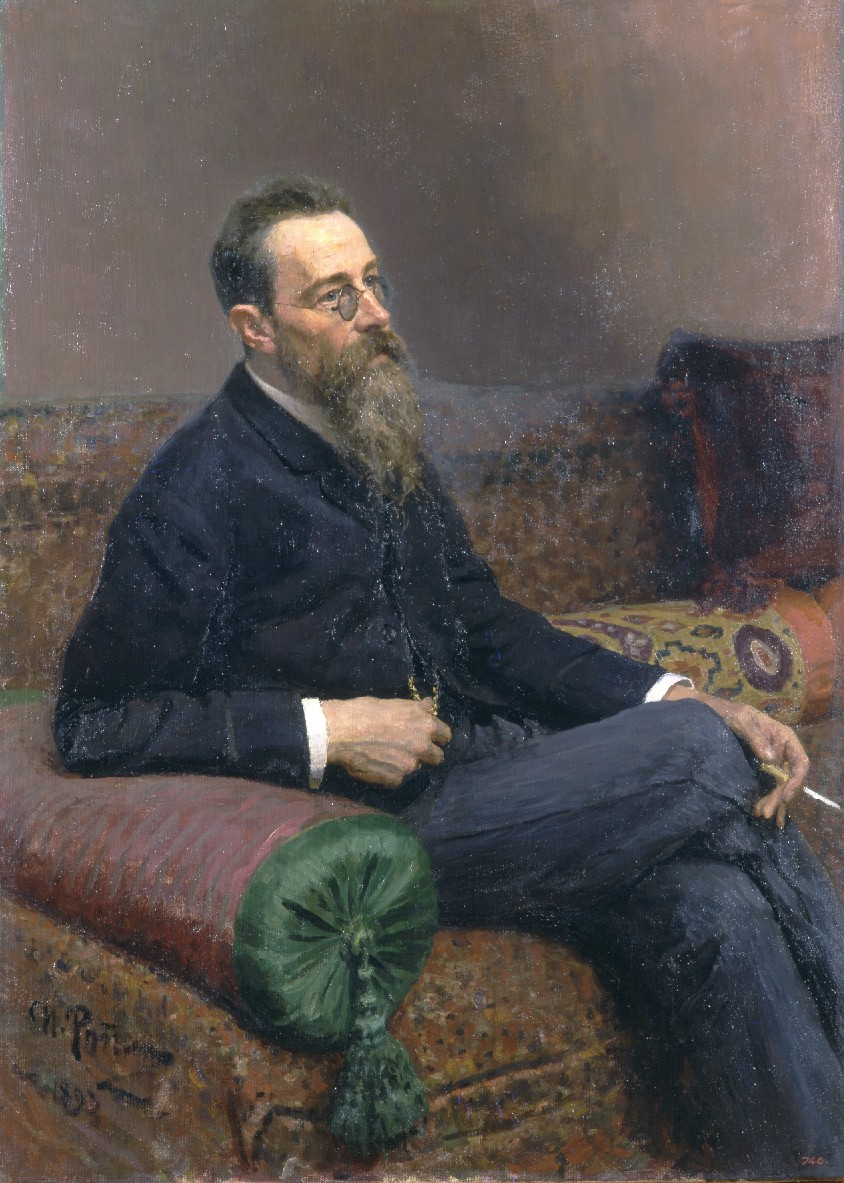
リムスキー＝コルサコフ
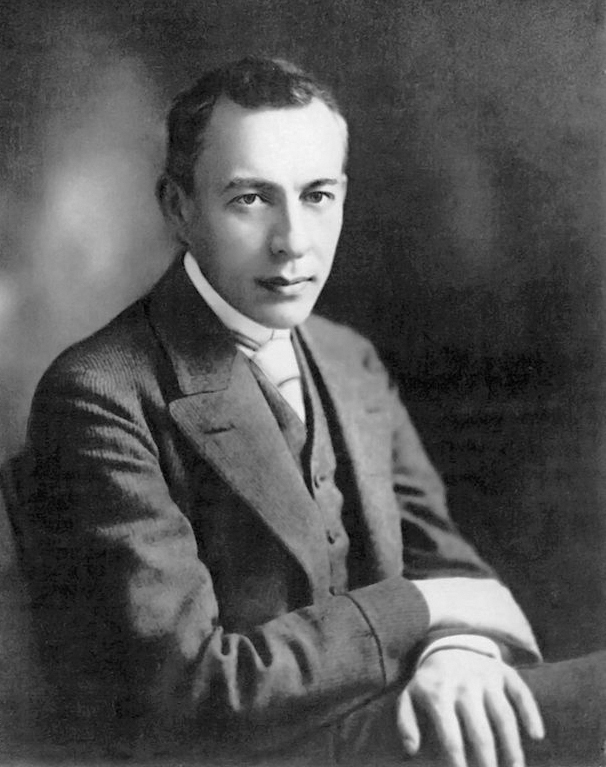
ラフマニノフ

##### 現代
近世に西方文化の流入を受けるまで、バルカン半島、ルーシ諸地域における聖歌は単旋律が基本であったが、現代のバルカン、ルーシ地域における多声聖歌の多くは西欧の多声音楽の影響を大なり小なり受けつつ、古典聖歌と近世以降の聖歌を併用している。
ギリシャ系の正教会は今でも単旋律、もしくはイソンと呼ばれる持続低音をつけたビザンティン聖歌を教会で用いている。他方、独自の多声音楽文化を古くから保持していたグルジアでは独自のグルジア多声聖歌を形成して今日に至っている。
現代のビザンティン聖歌もロシア聖歌もその内実は多種多様であって一様ではない。ただし西方教会に比べて、その変化の度合いは緩やかであり、また多様性についても無制限に行われてきたわけではなく、正教会聖歌は総じて伝統的であると言える。一部の例外を除いて正教会聖歌は無伴奏声楽が原則であり（それゆえ「正教会音楽」よりも「正教会聖歌」と呼ばれる）、近世以降に作曲された多くの聖歌もそれは変わらない。

#### 八調
正教会における無記名による聖歌の代表例とも言える、「八調」（はっちょう・オクトエーコス）と呼ばれる週替わりのシステムに組み込まれた定められた8パターンの各種旋律の作曲家は、成立経緯の詳細とともに不明である。
八調は、八種類の定められた旋律を、祈祷文を区切って当て嵌めていくもので、週ごとに替えられるのを基本とする。ただし祭日・斎日などにおいてはそれぞれの祈祷文に週の定めとは異なる八調が指定される場合もある。現代の正教会では地域によって異なる旋律が受け継がれているものの、八調の使用法は共通している。作曲された曲とともに共存して使われており、八調を当て嵌めて歌われることが多い祈祷文と、作曲された曲で歌われることが多い祈祷文とがある。また、八調でも作曲された曲でもなく、受け継がれた伝統的な曲が歌われることもある。

#### 公祈祷以外の場面における正教音楽
正教会においてはオラトリオといった、公祈祷以外の場面においてキリスト教のメッセージを持つ音楽は、それらを形成した西方教会とは異なる歴史的背景・社会的背景を持つゆえにそれほど発展して来なかった。しかしながら近現代に入るとロシア、セルビアなどでそうしたオラトリオなどを作曲する作曲家も登場してきた。
作品例
- ロシアのセルゲイ・タネーエフによる管弦楽付き合唱曲：「ダマスコの聖イオアン（ダマスカスの聖ヨハネ）」
- セルビアのステヴァン・フリスティッチによるオラトリオ：「ハリストス（キリスト）の復活」
- ルーマニアのパウル・コンスタンティネスクによるオラトリオ：「ビザンティン・クリスマス・オラトリオ」
- エストニアのアルヴォ・ペルトによる作曲：痛悔のカノンの全曲（1997年）。
- ロシアのイラリオン・アルフェエフ府主教による受難曲：マトフェイ受難曲（2006年）。

現代においてもロシア正教会の渉外局長であるイラリオン・アルフェエフ府主教が、管弦楽つきのクリスマス・オラトリオを作曲して演奏が行われ、話題となった。管弦楽つきの音楽は奉神礼に用いることはできず、管弦楽つき作品は必然的に演奏会向けの作品である。
また、演奏会以外の場面におけるキリスト教音楽としては、ウクライナ・ロシアなどで歌われるカリャートカが挙げられる。これはクリスマスにおいて主に子どもたちによって歌われてきたイイスス・ハリストス（イエス・キリストのギリシャ語・ロシア語読み）の降誕に題材をとった歌であり、軽快なメロディを持つものが多い。

#### 日本正教会の聖歌

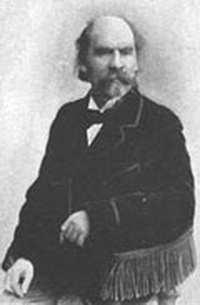
アルハンゲルスキー

日本正教会はその成立期である19世紀において、亜使徒聖ニコライを通して同時代のロシア文化を色濃く受け継いだ。その影響は聖歌にも及んでおり、使われている聖歌の多くは19世紀に広くサンクトペテルブルクで歌われていたものである。八調を使用するとともに、作曲されたものではドミトリー・ボルトニャンスキーやアレクサンドル・アルハンゲルスキーのものが多く採用されている。明治時代にの黎明期にはピアノ、チェロの奏者でもあったヤコフ・チハイが聖歌の翻訳・作曲・指導にあたった。日本人で活躍した聖歌指揮者・作曲家としては金須嘉之進がいる。

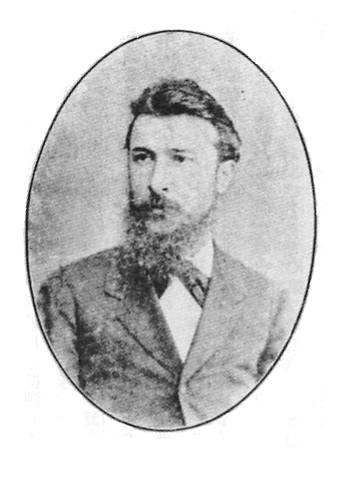
ヤコフ・チハイ

日本正教会では一部例外を除き、ほとんどの聖歌が日本語に訳され、奉神礼においても教会スラヴ語等ではなく日本語が用いられている。明治時代にニコライとパウェル中井天生によって訳された漢文訓読体の文語であるが、この祈祷文の翻訳にはほとんど変更が加えられていない。
司祭司祷の聖体礼儀は説教の時間を含めずに1時間、主教司祷の聖体礼儀の時間は実に3時間弱にもおよぶが、その間もっぱら無伴奏声楽（ア・カペラ）で祈祷は歌い続けられ、歌唱を伴わない朗読のみで公祈祷が行われることは皆無である（これは、全世界の正教会に共通している）。西方教会の典礼音楽・礼拝音楽に比べて平易な旋律が用いられることが日本正教会では多く、それほど多くない練習時間で歌われることが多いが、他教派と同様、聖歌に対する習熟度と練習の頻度には各地域教会ごとに差がある。

### 東方諸教会
ギリシャ系の正教会とは異なり、東方諸教会では若干の楽器を限定的に用いるものがある。アルメニア使徒教会ではオルガンが比較的広く用いられているほか、エチオピア正教会では鈴が伴奏に用いられる。ただしビザンティン聖歌・グルジア聖歌を保持する正教会と同様、東方諸教会の教会音楽における西欧からの影響は限定的であり、総じて東方諸教会の音楽も伝統的・保守的である。

## 西方教会
ローマ帝国の東西分裂以降の東西の交流減少に伴い、西方教会のキリスト教音楽における歩みもまた東方教会と大きく異なってきた。ただし、東西の教会が完全に文化的に断絶し切っていたわけではないことには注意が必要である。
西欧における音楽の歴史にはキリスト教音楽が密接に結び付いている。西方教会のキリスト教音楽の歴史は、西欧における音楽の発展の歴史と重なる部分が非常に多い。

### 宗教改革以前
宗教改革以前は、当然のことながらカトリック教会・聖公会・プロテスタントの別は西方教会内になかった。したがって、宗教改革以前のキリスト教音楽の歴史・内容はカトリック・プロテスタントで分けずに西方教会のものとして一括して述べる。

#### 中世前期
中世前期はローマ教皇と北部ヨーロッパの新興君主が提携し、ゲルマンの民族宗教やアリウス派を排除していく時代であった。このとき、多様に複数あった典礼の形式もまたローマでの典礼の形式に則ったものに統一が図られていった。中世初期、西方教会には「ミラノ旋律（アンブロシオ聖歌）」「ガリア旋律（フランス）」「モザラビック・チャント（スペイン）」、など、複数の典礼・音楽様式があったとされるが、このうちアンブロシウスの名が帰せられるミラノ旋律だけはミラノ司教区で現在でも用いられているものの、ほか2つはほとんどが失われた。
こうしたローマでの典礼への統一化を強力に進めた世俗君主として、カール大帝がいる。カール大帝は、ローマ式の典礼への統一に従わない者は死罪に処すとの厳命を領内に下した。統一された典礼を歌うために制定されたのがグレゴリオ聖歌である。

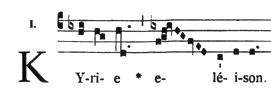
『リベル・ウズアリス』で用いられる、グレゴリオ聖歌の四角ネウマ。ここではキリエ・エレイソン（オルビス・ファクトール）の冒頭を示している。

6世紀末のローマ教皇グレゴリウス1世（在位590年 - 604年）に名が帰せられ、伝説上はグレゴリウス1世が旋律の制作者であるとされてはいるものの、グレゴリオ聖歌の成立経緯を6世紀ないし7世紀にまで遡ることは困難である。また、カール大帝当時にどのような歌われ方がなされていたかの考証も極めて困難である（現代歌われているグレゴリオ聖歌は19世紀以降のベネディクト会修道院での研究の蓄積によって復元されたものであって、どの程度中世当時の実際の歌われ方に近いものであるのかは不明である）。ただし、カール大帝の時期に至るまでギリシア人修道士が西欧にも居住していたことや、各種旋律の分析から、初期のグレゴリオ聖歌にビザンティン聖歌からの影響が広範に認められるとは夙に指摘される。
グレゴリオ聖歌はこのように、それ以前に存在したこれらの典礼様式を西方教会において画一化した教会音楽体系であって、大部分は中世に作成されたものであり、古代の教会音楽に比べれば相対的に新しい。また、グレゴリオ聖歌は歴史上古い時代・短い時期に作られたものだけで成り立っているものではない。特に新しいものとしては15・16世紀に作られたものすら存在する。
グレゴリオ聖歌には今日一般的に広く用いられている「長調」「短調」の音階システムではなく、教会旋法が用いられている。教会旋法は長調・短調のシステムから離れた神秘的にも響く音階を提供するものとも評価され、近現代の作曲家の中には教会音楽のみならず世俗音楽においても、教会旋法を用いて作曲する者もいる。特にドビュッシーらの印象主義音楽によって教会旋法が見直され、彼らの技法に吸収されたことは、近代音楽史上の特筆すべきことである。

#### 中世中期
グレゴリオ聖歌による画一化が起こった西方教会であるが、すでに中世中期には多様化の方向性が生まれていた。西欧の教会音楽はモノフォニーからポリフォニーに拡大していったのもこの頃である。ポリフォニーそのものは西方教会音楽のみの独創ではなく、世界各地にみられるものであり、東方教会でもグルジア正教会が世界でも最初期に取り入れているが、ポリフォニー導入により西方教会音楽は多様な表現が可能となり、その後の発展の礎となった。その始まりの時期は正確には不明であるが、イギリスのウィンチェスター大聖堂で用いられていたトロープスの、10世紀から11世紀の譜の異本にはポリフォニーの記載がある。
トロープスとは、短い歌詞に長い旋律が対応している歌に対し、その旋律の各音符に詞を付したり、旋律を引き伸ばして作られたりしたものを言う。ロマネスク時代：11世紀に、最古のオルガヌム集ウィンチェスター・トロープス集が成立している。また同時期に、セクエンツィアも作曲された。現代の音楽にも残っているよく知られているセクエンツィアには「ディエス・イレ」（現在の典礼ではほとんど用いられない）などがある。しかし、セクエンツィアはその大半が失われ、現代では数曲を残すのみである。セクエンツィアの詞が、正統信仰を損なうおそれがあると看做されたからであった。
トロープスから典礼劇が発展した。典礼劇は後世のオラトリオの萌芽と見ることも可能である。この時代サン・マルシャル楽派（サン・マルシャル修道院）とノートルダム楽派（ノートルダム大聖堂）の二つが典礼音楽の中心地となった。1250年ごろにはモテットが盛んになる。

#### 中世後期（1300年代）
イタリアとフランスでアルス・ノーヴァ（新しい技法）が興った。これは、たび重なる十字軍の実施とその失敗により世俗王侯の権力が伸長し、各地域において統一的な教会音楽から離れた技法・歌唱法が実現する社会的・政治的素地ができたことを背景とする。
フィリップ・ド・ヴィリ司教が1320年頃に著作『アルス・ノーヴァ』によって新たなリズム表記法を組織化した。これにちなんで、この時代の多声音楽の様式をアルス・ノーヴァと呼ぶ。この著作では、それまで長い音が3個の短い音に分けられるだけであったものに対し、長音を2つの短音に分けることが正当化され、音符の種類も増やされた。
伝統的なグレゴリオ聖歌が崩され、13世紀のモテットに教会音楽が嵌められていくことに保守的な教会音楽家・神学者は危機感を抱き、教皇ヨハネス22世は1324年に長文の回勅を発し、典礼用旋律の復古と新しい歌い方の排除を命じており、トマス・アクィナスも同調した。しかし時代の趨勢は動かず、結果的には新しい技法が教会音楽において勝利することとなった。

#### ルネサンス時代

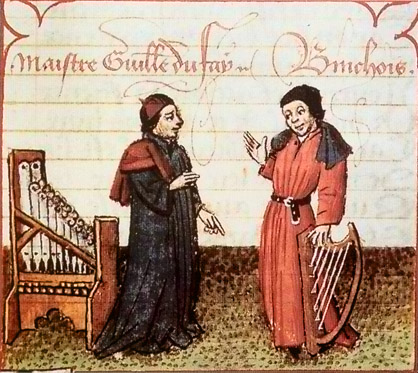
デュファイ（左）

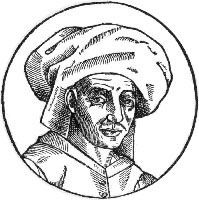
デ・プレ

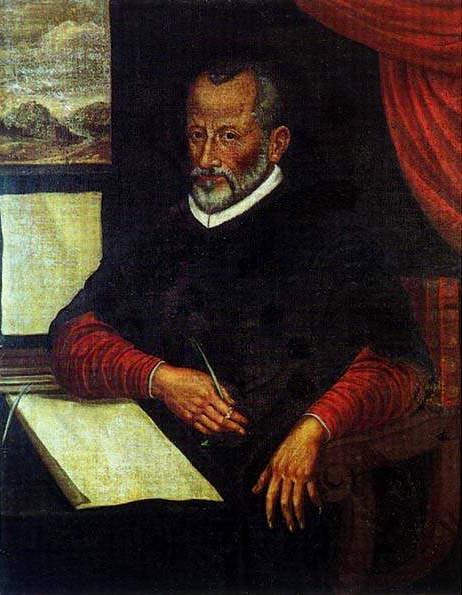
パレストリーナ

ギヨーム・デュファイらブルゴーニュ楽派は、循環ミサ曲の形式を確立させた。フランドル楽派を代表する作曲家ジョスカン・デ・プレは、デュファイの技法とヨハネス・オケゲムの対位法を集大成し、100曲以上のモテットを作曲した。
ジョヴァンニ・ダ・パレストリーナはフランドル様式の完成者といわれる。ローマ教会のトリエント公会議はほとんどのセクエンツィアを廃止し、世俗曲の転用の禁止、歌詞を不明瞭にする過剰なポリフォニーの禁止を決定したが、パレストリーナはこの対抗宗教改革の線に沿って100曲以上のミサ曲と多くのモテットを作曲した。彼は旋律の基礎にグレゴリオ聖歌を使った。また和音の解決に順次進行を用いる特徴がある。不協な響きから「音楽の悪魔」とされていた三全音は、属七和音の解決によって、使われるようになった。スペインではトマス・ルイス・デ・ビクトリアが活躍した。
自分の妻への殺人者で有名な作曲家のカルロ・ジェズアルドは奇怪な転調で有名で、宗教曲のほかに数多くのマドリガルを作曲した。しかし、その独特の半音階を多用した作風・転調法には、同時代および直後の時代には後継者が現れなかった。ジェズアルドは現代に至って再評価され、作品の影響は現代音楽に及ぶこととなった。

### カトリック教会
ミサにおいては、Kirye, Gloria, Sanctus, Agnus Deiの4つの場面において讃歌を歌うことが通例である。（待降節や四旬節にはGloriaを唱えないなど、例外はある。）そのためミサ曲と呼ばれるものは、最低でもこの4曲がセットとなっている。
いわゆるカトリックなレクイエムであるが、ブラームス以外でも一般のカトリックとは関係のない作曲家によって「レクイエム」と称すものが作られている。戦後はベンジャミン・ブリテンが「戦争レクイエム」、ベルント・アロイス・ツィンマーマンが「若い詩人のためのレクイエム」を、武満徹が「弦楽のためのレクイエム」を創作したが、いずれも実際の典礼に使うものではなく演奏会用を大前提としている。

#### カトリックの教会音楽家

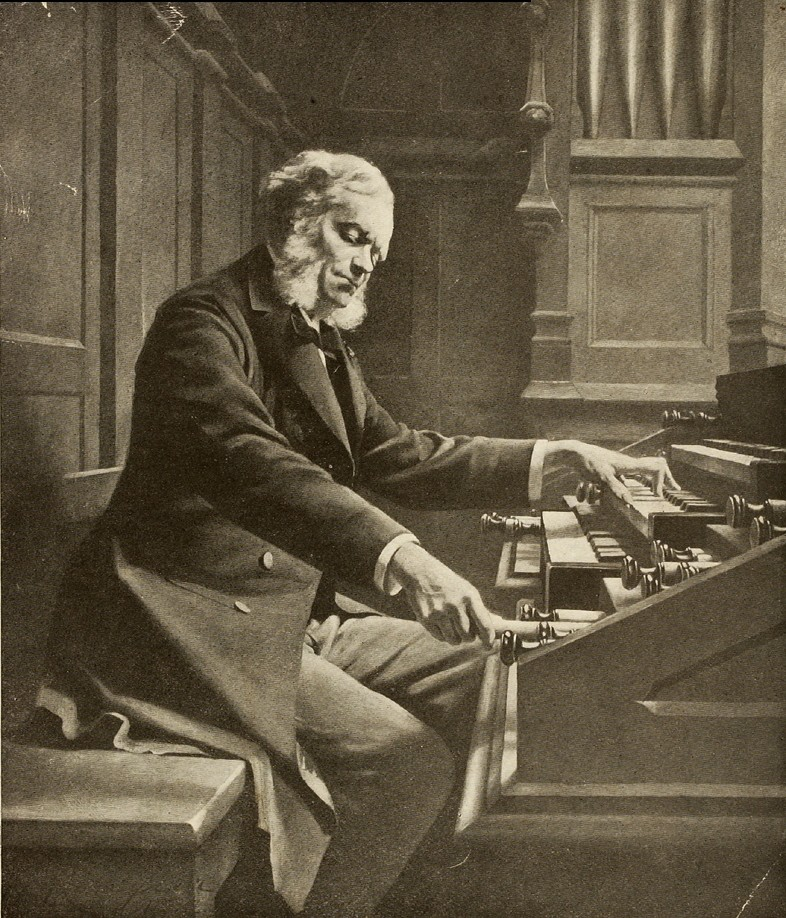
フランク

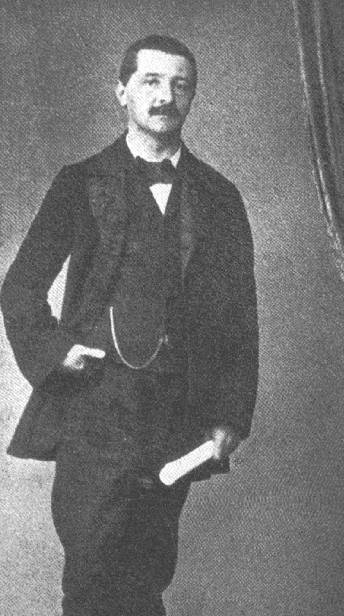
ブルックナー

大きなオルガンを構える多くの教会では、メインの大オルガンは日曜祝日の主日ミサ（あるいはそれに準ずる土曜夕方など）において用いられる。それに対して平日のミサ、あるいはミサ以外にも晩課やロザリオの祈りなど多くの礼拝行事においても聖歌を歌うが、これらには大オルガンは用いず、合唱用の足鍵盤のない小オルガン（オルゲル・ポジティーヴ）を用いたり、ギターや電子キーボード、また伝統的なものではツィター（主に修道院などで用いられる）など、オルガン以外の小音量の楽器で伴奏を代用したり、あるいは無伴奏合唱で聖歌を歌う。また、若者たちのための礼拝では、ドラムセットやエレキギターなどのバンドを用いて踊りながらのゴスペルに伴奏を付けることも許可されている。
優秀なオルガニストがいる伝統的で大規模な教会では、ミサの最中に司祭の動きに合わせてオルガニストが即興で伴奏を付ける。讃歌の後にその旋律を引き継いで司祭が次の所作に入るまで後奏をつけたり、献金や聖体拝領の最中に完全な即興をしたり、あるいはまず会衆が簡単な聖歌／讃美歌を歌い、その後を引き継いで即興したりする。最も重要なのは入退場曲のときで、司祭の入退場に合わせて音楽を盛り上げる高度な即興技術が求められる。このオルガン即興技術は、19世紀後半から20世紀にかけてフランスで特に発達したものであり、現在もパリ音楽院をはじめとする高等音楽教育機関によって即興技術が受け継がれていることはもちろん、優秀なオルガニストにとって名だたる教会の専属奏者になることは大変な名誉とされる。歴史的な作曲家／オルガニストにセザール・フランク、ルイ・ヴィエルヌ、モーリス・デュリュフレ、オリヴィエ・メシアン、現在ではティエリー・エスケシュなどがいる。パリ音楽院ではないがオーストリアの作曲家のアントン・ブルックナーらもカトリックでは優秀なオルガン奏者だった。
その他ロシア出身のシュニトケの大作、交響曲第2番「聖フローリアン」や「レクイエム」などは各楽章がミサの形式を踏襲したものであるが、それ以外の宗教的作品は極度に少なく、少なくとも宗教音楽の作曲家とはいえない。

#### 日本のカトリック教会
ローマ教会では伝統的にラテン語の聖歌が歌われ、日本ではラテン語の典礼聖歌と併せて日本語のカトリック聖歌集が用いられてきたが、第2バチカン公会議以降、高田三郎をはじめとする現代の作曲家による日本語の典礼聖歌が使われるようになった。
日本のカトリック教会では「讃美歌」という言葉を用いず「聖歌」と呼ぶ。讃美歌というと、プロテスタント諸派で用いられている讃美歌集の中の曲を特別に扱うことを指すが、普通の礼拝には「典礼聖歌」および「カトリック聖歌集」を用いるのが原則である。カトリック聖歌集には伝統的なグレゴリオ聖歌もいくつか載っているが、多くは一般的に讃美歌と呼ばれる曲であり、プロテスタントの讃美歌集との重複曲も多い。しかし歌詞がカトリック独特のものであることも多く、例えば讃美歌集での「きよしこの夜」はカトリック聖歌集では「しずけき」という題名で、その歌詞も異なる。また、プロテスタントの讃美歌集の多くが4声で記されているのに対し、カトリック聖歌集の多くの曲は会衆用の手帳様楽譜には主旋律のみしか載っておらず、オルガン奏者の伴奏用楽譜にのみ4声の和声が載っている。しかし、聖歌集末尾に追記された讃美歌集から取り入れられた少数の曲は、会衆用楽譜にも4声で記されている。

### 聖公会

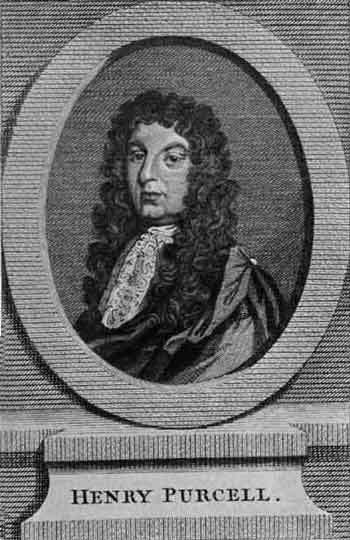
パーセル

礼拝形式には「カトリック」的な色彩が色濃く残されている。礼拝においてはドイツの「ルーテル・ミサ」に近い形式で音楽が行われる。
トマス・ウィールクス、オーランド・ギボンズ、ヘンリー・パーセルが代表的である。

### プロテスタント

#### プロテスタントの作曲家概論

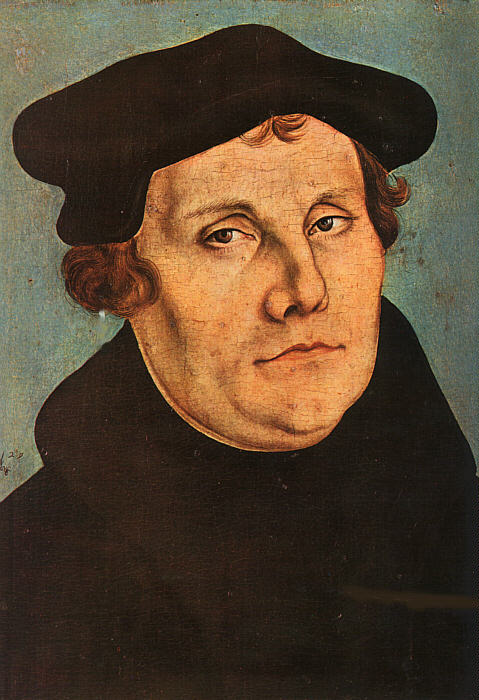
ルター

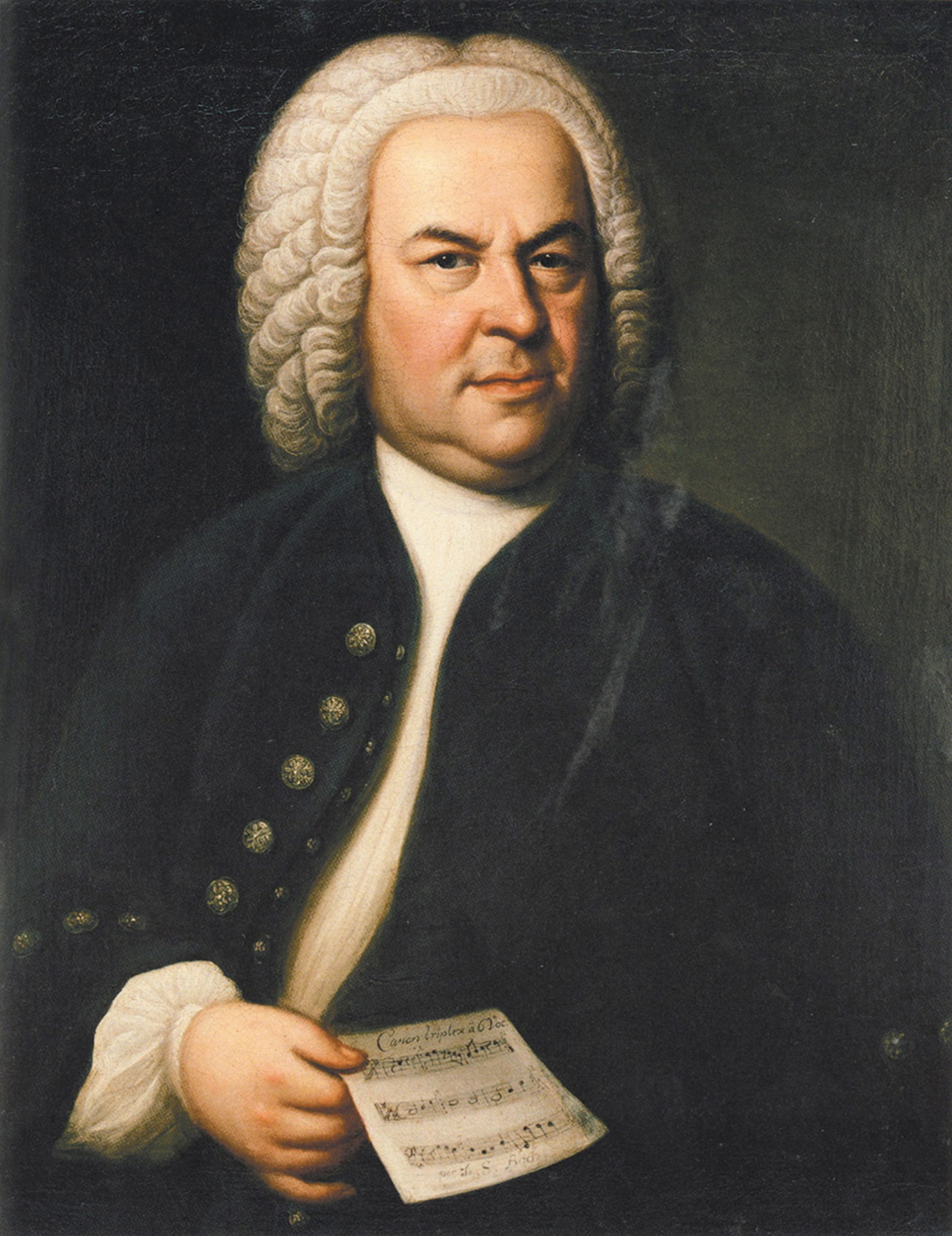
大バッハ

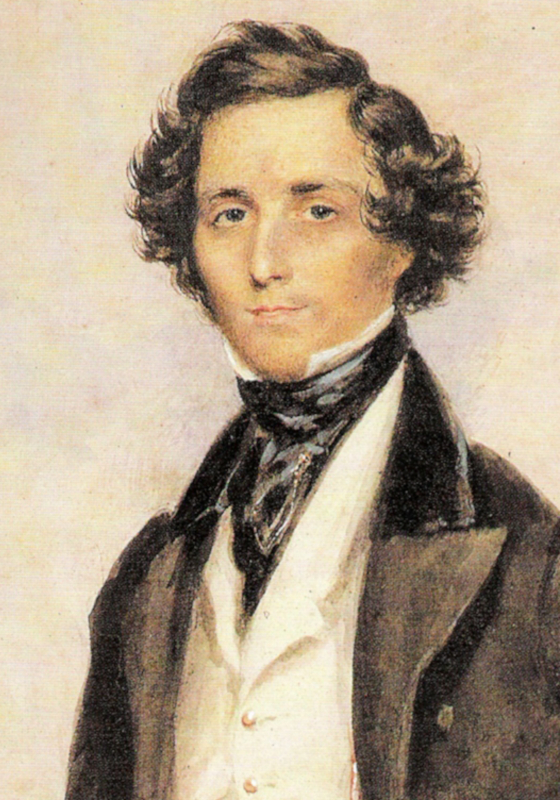
メンデルスゾーン

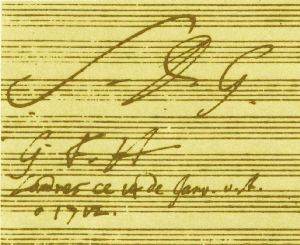
Soli Deo gloria

マルティン・ルターはローマ教会の堕落に抗議して95ヶ条の論題を打ちつけ、宗教改革が起こされた。宗教改革によって教会の礼拝に大きな変化がもたらされ、プロテスタント教会ではコラールによる会衆讃美がなされるようになった。
プロテスタント教会音楽の中心は、聖書のみことばを伝えることにある。マルティン・ルターは、「新しい教会では会衆賛美のない礼拝を考えることはできない」と言った。
音楽家でもあった宗教改革者ルターは、自ら「神はわがやぐら」などの讃美歌を書いて、現在でもさまざまな編曲で用いられている。またカトリックの聖歌のうち聖書に基づかないものを排除したが、来たり給え、創造主なる聖霊よ (Veni Creator Spiritus)、いざ来ませ、異邦人の救い主よ (Veni, Redemptor gentium) 等のラテン語聖歌をドイツ語に翻訳し、礼拝で用いた。
ルーテル教会においてラテン語のアヴェ・マリアは歌われないが、マニフィカトは用いられる。ルーテル派の音楽を作曲した作曲家にはヨハン・クリューガー、ヨハン・ゴットフリート・ヴァルター、ミヒャエル・プレトリウス、ヨハン・ヘルマン・シャイン、ザムエル・シャイト、ハインリヒ・シュッツ、ヨハン・パッヘルベル、ディートリヒ・ブクステフーデらがおり、ゲオルク・フリードリヒ・ヘンデルは、26曲のオラトリオのうち「メサイア」と「マカベウスのユダ」が最も有名である。
プロテスタントの教会音楽はヨハン・ゼバスティアン・バッハで頂点に達した。バッハは楽譜に宗教改革の強調点のひとつ、Soli Deo gloria（ただ神にのみ栄光を）と書くこと常としていた。その後フェリックス・メンデルスゾーン＝バルトルディ、ヨハネス・ブラームスらにもかなりのキリスト教音楽がある。敬虔なルーテル派であったメンデルスゾーンは、大バッハの作品を「この世で最も偉大なキリスト教音楽」と見なしており、バッハの音楽の復興に貢献した。メンデルスゾーンがベルリン公演を実現した大バッハのマタイ受難曲は、西洋音楽、クラシック音楽の最高峰と評される。
ブラームスは「ドイツ・レクイエム」を作曲した。いわゆる本来のカトリック的なレクイエムではなく礼拝では使われないが、ベートーヴェンの「ミサ・ソレムニス」などと同じく、キリスト教音楽には属する。1995年には戦後50年を記念して日本の湯浅譲二を含む全世界の14人の作曲家に「和解のレクイエム」の共同制作を、2000年にはバッハ歿後250年を記念して、やはりシュトゥットガルトの「バッハアカデミー」財団が世界の4人の作曲家に各90分程度の受難曲を委嘱したが、こういった記念日や教会音楽作曲コンクールなどを利用して、今日でもカンタータやオラトリオなどがヨーロッパでは盛んに作られて初演・演奏されている。
宗教改革者ジャン・カルヴァンは、『キリスト教綱要』で詩篇歌の重要性を強調し、音楽に関する造詣も深かったが、音楽のある面を警戒していた。そのため、改革派教会の礼拝においては大規模なカンタータは使われず、ジュネーブ詩篇歌が用いられた。現在もカベナンター（改革長老教会）の伝統を守る教会においては、礼拝讃美において無楽器の詩篇歌が歌われる。ルーテル派でも敬虔主義では、カンタータが避けられる傾向にあった。

#### 礼拝音楽の形式
礼拝音楽の順序としては、まず前奏、次に導入歌、リトゥルギー、説教の前の歌、説教のあとの献金歌、終わりの前の歌、そして後奏となるのが一般であるが、カトリックのように厳格ではなく、用途によって自由に変更できる。楽器は多くの場合オルガンは用いられるが、祝典などには教会の混声合唱やポザウネンコアなどが入る。それ以外のギターなどの楽器も用途によって自由に挿入される。オルガンが全くのソロで弾くのはもっぱら前奏と後奏のみであるが、聖餐時などにもBGMなどとして小さい音で奏されることもある。また、これも含めて間奏として欧米では即興音楽を挿入することも多い。
バッハの一連のカンタータ作品は当時実際に用いられた形式で、現在でもドイツのシュトゥットガルトなどの大きな教会ではそれに則って行われている。実際にはその間に牧師の祝福や説教・主の祈り、一般賛美歌、オルガンによる賛美歌に則った自由で即興的な間奏などが挿入され、カトリックの典礼文ほど形式に厳しくはないが、北ドイツの一部には東ドイツ風のルーテル・ミサの形式のキリエからクレードまでの形式を踏むのもある。

#### プロテスタントの教会音楽家
その教会音楽をオルガナイズして、実際にオルガンを演奏したり合唱などを指揮したりする人を「教会音楽家」という。ドイツの音大などでは「オルガン科」とは別に「教会音楽科」が併設されていて、専攻が主にカトリック宗教音楽とプロテスタント宗教音楽に別れ、オルガンを含むそれに関するすべてのことを学ぶ。更に一般の州立の音楽大学以外でも特別に「教会音楽大学」が設けられていてそこでも学ぶことができる。その場合にはカトリックとプロテスタントは別れて設立されるのが普通である。また学外でも資格が取れ、簡単な順にD/C/B/Aのグレードがあり、それぞれオルガニストの資格や合唱指揮者の資格、ポザウネンコア指揮者の資格などと分かれているのが普通である。例えばCクラスではオルガンについては普通の譜面を楽譜どおり弾くだけであるが、Aクラスの教会音楽家になるとオルガンで賛美歌は旋律の譜面だけ見て伴奏は自由にすべての前奏やシュトローフェにおいて即興されるし、前奏や後奏にはバッハ様式で「パッサカリア」や「アリアとヴァリエーション」、「インヴェンション」、アレグロで4声部の「トッカータもしくは幻想曲、前奏曲（プレリュード）とフーガ」などを、メリスマも含めて厳格に完璧に即興できる実力も持ち合わせている。最近はどこの教会も財政難で、カトリック・プロテスタント双方ともオルガニストと合唱指揮者とポザウネンコア指揮者（カトリックはショラも含む）のすべての音楽ができる能力の音楽家を採用する場合が多い。特にプロテスタントのエキュメニカル派では信者の減少と無数の教派の数のために、キリスト教の教派などは特に考慮しないで能力さえあれば使う、エコメーニッシュの傾向が強い。一方、教会音楽家に音楽的能力だけでなく、一定の信仰が必要であるが、最近は人材不足のために余り細かい宗派は問わない傾向がある。したがって「プロテスタント教会」は「カトリック教会」よりもエキュメニズムが遥かに浸透しているので、カトリック教徒でも「プロテスタント様式」の礼拝に協力できるものであれば、プロテスタントの教会音楽家になることができるが、その逆はまだ認められていない。

#### 日本のプロテスタント
日本のプロテスタントでは1903年に共通讃美歌が成立し、1931年に改定された。第二次世界大戦中は国家統制下の日本基督教団において、時勢に合わせた創作曲や君が代を含んだ讃美歌集が編纂された。戦後、讃美歌（日本基督教団出版局）（1954年）が出版され、プロテスタント教界内外で広く用いられている。1997年には、歌詞の口語化や差別用語などの除去、エキュメニカルなどを意識した『讃美歌21』が出版されている。また中田羽後を中心として編纂された聖歌 (日本福音連盟)（1958年）が福音派でよく用いられていたが、2001年に『讃美歌』と『聖歌』のおもな讃美歌の混成版である『新聖歌』（教文館）が、2002年に『聖歌』の後継版である『聖歌 (総合版)』（聖歌の友社）が出された。西方教会では、伝統的な讃美歌の他にワーシップと呼ばれる讃美も用いられるようになっており、『ミクタム』、『リビングプレイズ』などがある。他には日本バプテスト連盟が『新生讃美歌』、救世軍が『救世軍歌集』を用いている。救世軍の讃美歌は小隊（教会）によってはブラスバンドで演奏されることもある。救世軍やペンテコステ派では、賛美にタンバリンが使われることもある。

## 近代・現代音楽の中のキリスト教音楽

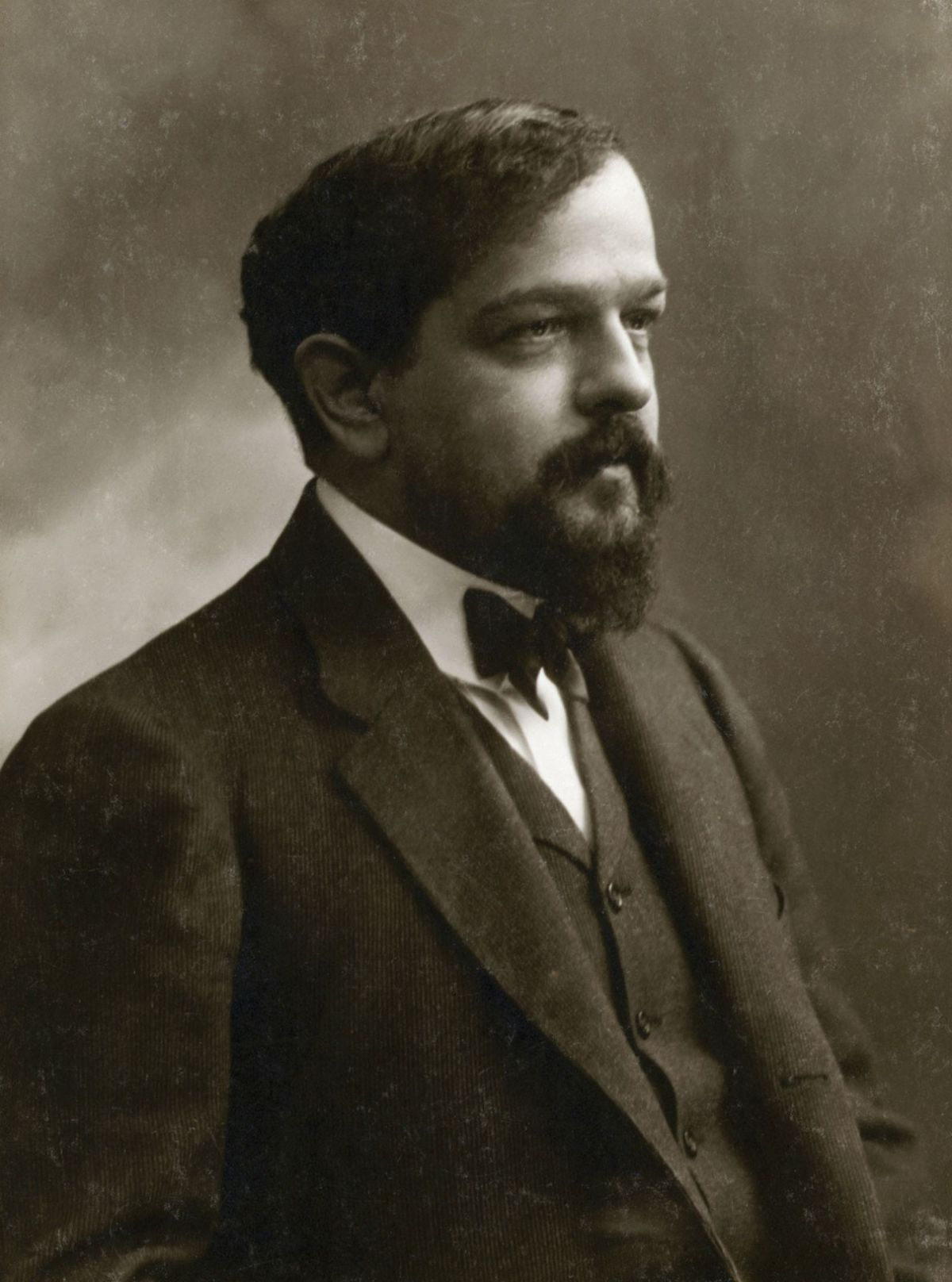
ドビュッシー

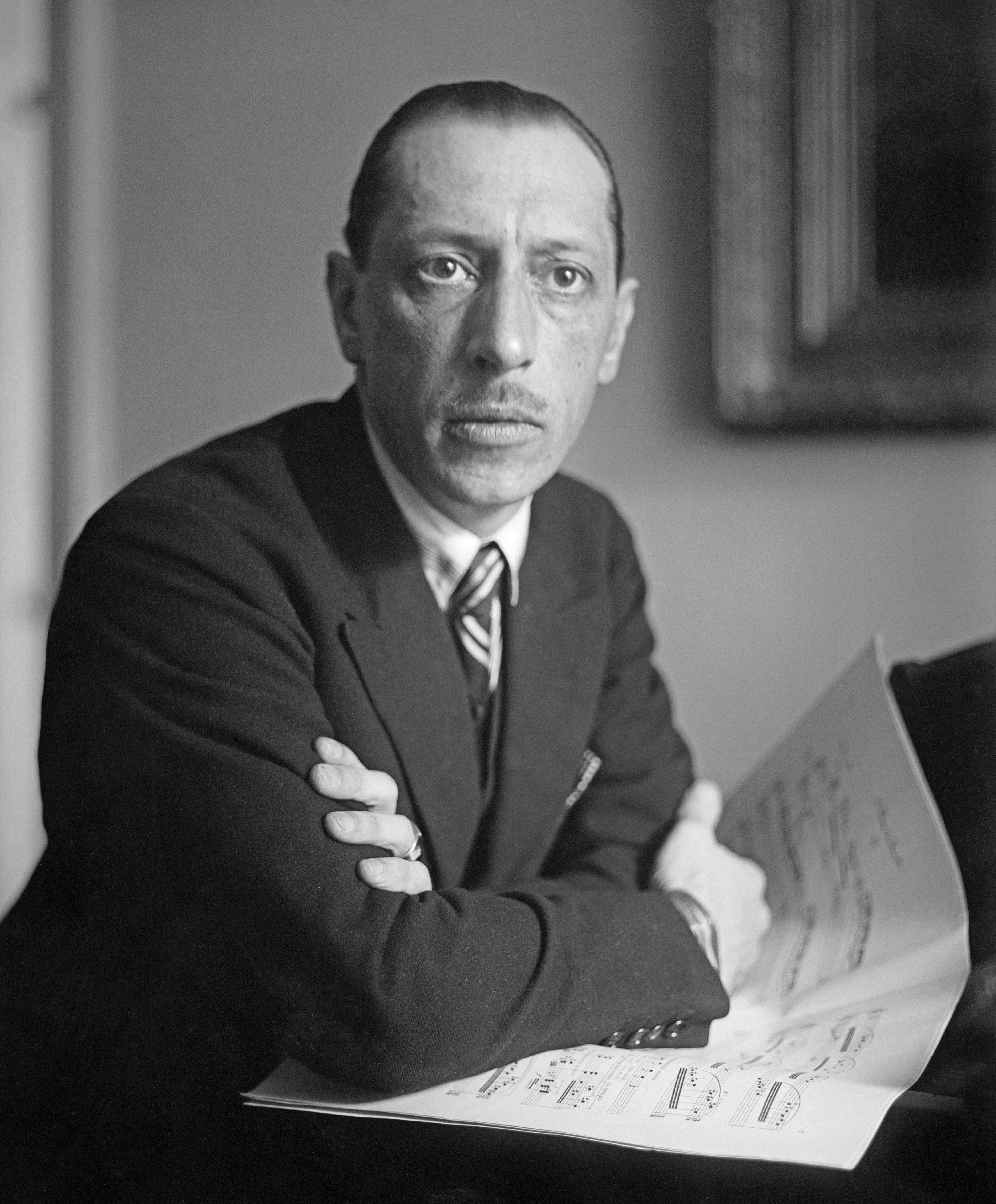
ストラヴィンスキー

### 概説
20世紀以降のキリスト教音楽はその多くが典礼音楽よりも単なる宗教的題材に基づく非典礼的な音楽に関心を示している。言葉を変えて言えば礼拝（奉神礼・典礼）のための「実用音楽」よりも、宗教をテーマとした「芸術音楽」にその作曲行為の比重が移っている。
一方で、20世紀半ばには、それまで非実用的な聖歌作曲をしていたのに対して晩年に奉神礼において実用的な作曲「聖金口イオアン聖体礼儀第4番」を作曲したアレクサンドル・グレチャニノフのような作曲家もいる。正教会におけるイラリオン・アルフェエフや、日本のカトリック教会における高田三郎のように、実際の礼拝において用いられる聖歌・キリスト教音楽を多く作成する作曲家は20世紀後半から現在にかけても存在している。
近現代に始まったことではないが、作曲家のみならず演奏家にも多様化はさらに進み、かつては修道士・聖歌隊（詠隊）・教会オルガニストといった教会での音楽活動を中心に行う人々に担われていた礼拝音楽は、世俗の歌手・合唱団・管弦楽団によっても演奏されることがさらに多くなり、多くの教会で一般信徒が教会音楽の多くの比重を占めている。
一方で、東方教会・西方教会の別を問わず、修道院においては聖歌・音楽の中心は今も修道士にある。正教会においては、特定の修道院に独特のものとして存在する旋律・和声法・音楽伝統が、修道士によって現代も継承されている。

### 近代のキリスト教音楽
クロード・ドビュッシーはその晩年の「聖セバスティアンの殉教」により印象主義音楽によるキリスト教音楽の代表を作った。
イーゴリ・ストラヴィンスキーの初期の作品は異教的、世俗的な作品が多かったが1920年代に回心を経験し、キリスト教音楽を作曲するようになった。彼は中期にも「詩篇交響曲」などを残しているが、主に晩年になってからの十二音技法によるミサや宗教カンタータによって、キリスト教音楽作曲家としても地位を確立した。ストラヴィンスキーは、教会音楽を作曲する者は信仰者でなければならないと信じていた。ストラヴィンスキーは正教会の奉神礼に用いることのできる無伴奏声楽聖歌も作曲している（ニケア・コンスタンチノープル信経など）。
パウル・ヒンデミットの新即物主義の音楽は「マリアの生涯」などを作らせた。また、フランス六人組の一人でスイス人のアルテュール・オネゲルのオラトリオ「ダヴィデ王」は彼の代表作のひとつで名高い。同じく六人組のフランシス・プーランクは、従来の甘美で感傷的あるいは楽天的な作風に対し、こと宗教的素材となると一転して厳しく崇高な作風を用いた。「グローリア」「スターバト・マーテル」「黒衣の聖母の連祷」はフランス近現代の合唱宗教音楽の傑作に数えられ、オペラ「カルメル派修道女の対話」もその宗教的題材による作曲家の敬虔さがうかがえる。テキストを用いない「オルガン、ティンパニと弦楽器のための協奏曲」においてもそれは顕著である。その曲の初演オルガニストでもあった後進世代の作曲家モーリス・デュリュフレは、作曲家としては寡作ではあったが、その代表作「レクイエム」をはじめオルガン曲や合唱曲など宗教的題材の音楽を作曲し、それらのほとんどは今なお実際のミサや典礼にも用いられている。
アルノルト・シェーンベルクはオペラ「モーゼとアロン」を書いており、これは旧約聖書に基づく作品ではあるが、本人は晩年ユダヤ教に改宗しており、「キリスト教音楽」の枠組みには捉えられないこともある。

### 戦中と戦後派のキリスト教音楽

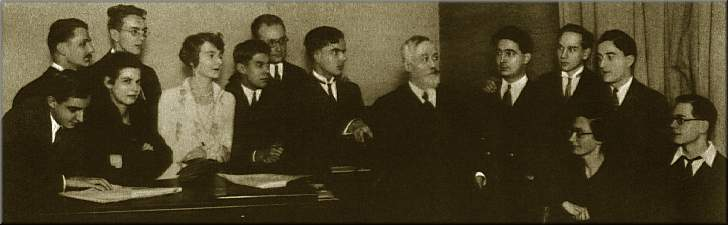
メシアン（右端）とデュリュフレ（右から2人目）。中央の白髭の男性はデュカス

20世紀中盤以降の宗教音楽はオリヴィエ・メシアンの存在をなくしては語れない。初期の「忘れられた捧げもの」から始まり、中期の大作「我らの主イエス・キリストの変容」を通して最晩年の大管弦楽曲「彼方の閃光」までそのほとんどが現代音楽史上重要な作品である。またワーグナーの「パルシファル」やドビュッシーの「聖セバスティアンの殉教」などをモデルにした巨大な宗教オペラ「アッシジの聖フランチェスコ」の存在意義も大変重要である。メシアンはキリスト教的・カトリック的思想をしばしば独自のテキストで拡大しており、特に自身が多く研究した鳥との関連を持たせている。
20世紀は二つの大きな戦争を経験しており、特に第二次世界大戦以後には、宗教的題材にとどまらず、戦争の犠牲者への追悼的作品が多く作られた。イギリスのベンジャミン・ブリテンの「シンフォニア・ダ・レクイエム」や「戦争レクイエム」、ポーランドのクシシュトフ・ペンデレツキはその初期作品「ディエス・イレ（アウシュヴィッツ強制収容所の犠牲者に捧げる）」や「広島の犠牲者に捧げる哀歌」、中期以降の「ポーランド・レクイエム」など、またヘンリク・グレツキの交響曲第3番「悲歌のシンフォニー」などが挙げられる。これらは必ずしもキリスト教に基づくテキストを用いてはおらず、それ以外のテキストと折衷したもの、まったくキリスト教以外のもの、題名だけキリスト教に基づく単語を借用したものなどがある。

### セリエル系のキリスト教音楽
トータル・セリエリズムの音楽では、カールハインツ・シュトックハウゼンが電子音楽を用いて旧約聖書からの材料で「少年の歌」などの傑作を作った。彼は晩年になるにしたがって、宗教的というよりも神秘主義的な題材に走る傾向があり、常時宗教的題材を取り上げていたわけではない。しかし、例えば晩年の「クラング（時間）」の第2時間目に「来たり給え、創造主なる聖霊よ」のテキストを用いるなど、キリスト教への関心は継続して見られた。ピエール・ブーレーズは「レポン」や「アンテーム」など従来のキリスト教音楽の題名を用いてはいるが、視点はその題名が指し示す構造を示唆することにあり、キリスト教へのリスペクトを表しているわけではない。ルイジ・ノーノは共産主義者だったため、死後の世界の「ディオティマ」を題材とした弦楽四重奏曲以外、宗教音楽をほとんど残していない。

### 非セリエル系のキリスト教音楽
その他の作曲家ではリゲティの「レクイエム」および「永遠の光」（ルクス・エテルナ）が現代音楽における傑作の地位を確立している。またキリスト教的題材を表した曲ではないが、彼の曲でオルガンのための「ヴォルミナ」は、オルガンという楽器にトーン・クラスターを持ち込んだことで、以後のオルガン音楽に大きなインパクトを与えた。ルチアーノ・ベリオは中期の管弦楽曲で「エピファニー」などの傑作を書いている。
前述のペンデレツキは上記以外にも、中期には代表作「ルカ受難曲」を作曲した。それまでトーン・クラスターと呼ばれる強烈な音響を駆使する作風を用いて来たペンデレツキは、この「ルカ受難曲」において全曲の大半をやはりクラスターで作曲しておき、最後でイエス・キリストの復活を表すのに、クラスターから一転してホ長調の主和音（ミ・ソ#・シ）を全管弦楽・合唱のトゥッティで鳴らした。このことは、調性音楽を否定してきた戦後の現代音楽界に大きな波紋を広げた。そのたった一つの協和音で「折衷主義」と批評（批判）されたペンデレツキは、これ以降保守的な作風に転向することになる。それ以降も作風は変化したものの、「グローリア」、交響曲第7番「エルサレムの7つの門」などのカトリック的題材に基づくキリスト教音楽を作り続けている（前述のメシアンの「アッシジの聖フランチェスコ」においても、神の奇跡が起きた瞬間に不協和音から一転してハ長調主和音が鳴るという演出があり、明らかな影響が見られる）。

### 21世紀にまたがる作曲家のキリスト教音楽
メシアン以降の世代でキリスト教的思想の音楽を多く書き、かつ現代音楽界に影響力を持つ作曲家としてはまずスイス出身のクラウス・フーバーの空間音楽を駆使したノーノもどきの演奏会用宗教音楽が挙げられる。一方、親がプロテスタントの教会音楽家だったドイツのヘルムート・ラッヘンマンはその合唱曲の「慰め」 (Consolations) IからIIIにおいて宗教的題材の作品があるが、本人が声楽曲を避ける傾向にあるために、それ以降には宗教作品は作られていない。フーバーの弟子でありラッヘンマンの後輩のイギリス出身のブライアン・ファーニホウは、「ミサ・ブレヴィス」などの宗教テキストを取り上げている。これら3人はシュトゥットガルトあるいはフライブルクを拠点に活動しており（ファーニホウはその後カリフォルニアに移る）、また1970年代以降ダルムシュタット夏季現代音楽講習会で多く教鞭をとり、セリエル音楽のトンネルを抜けた経験を持つという共通点がある。

### 東欧圏の作曲家のキリスト教音楽
旧ソビエト連邦の作曲家には、例えばセルゲイ・プロコフィエフやドミートリイ・ショスタコーヴィチなどに見られるように、ほとんど宗教的題材に基づく音楽がない。これは共産主義が無神論と唯物論を前提としているのですべての宗教を否定し、言論の自由が抑制されていたソ連では宗教音楽というものを大々的には作曲できなかったという事情がある。ソ連の衛星国となっていた東欧諸国でも事情は似通っており、東欧における正教会の聖歌伝統は、宗教弾圧下で細々と継承されつつも停滞した。
しかしペレストロイカ以降に鉄のカーテンの向こうから西側に紹介され始めた音楽家の中で、特にエストニアのアルヴォ・ペルト、タタールのソフィア・グバイドゥーリナの2人は、キリスト教的題材を持つ音楽を多く作曲している。例えばペルトの「ルカ受難曲」、グバイドゥーリナの「イン・クローチェ（十字架の上で）」「十字架上のキリストの最後の7つの言葉」、ヴァイオリンと管弦楽のための「オッフェルトリウム」などが挙げられる。アルヴォ・ペルトは正教徒であり、奉神礼において用いられる無伴奏声楽の正教会聖歌も作曲している。
また、ロシア正教会渉外局長であり神学者・歴史学者でもあるイラリオン・アルフェエフ大主教は、管弦楽つきのオラトリオや受難曲とともに、奉神礼で用いられる無伴奏声楽の聖歌も作曲しているなど、ソ連崩壊後に東欧において正教会をはじめとしたキリスト教の音楽伝統は急速に復興・拡大を遂げている。
ユダヤ系のシュニットケらにも同様の作品があるが、彼らが急速にキリスト教音楽作品を増やしている理由は、共に故国を捨ててドイツに定住し、需要に応じて常にその類の委嘱を大量に受け続けているためであり、器楽伴奏を奉神礼において使用しない正教会の伝統には強くこだわってはいない。

### 現在のキリスト教音楽の委嘱・初演活動
J.S.バッハ没後250周年には、上記のグバイドゥーリナを含め、オスバルド・ゴリホフ、ヴォルフガング・リーム、タン・ドゥンの4人に対し、マタイ・マルコ・ルカ・ヨハネの4つの福音書に基づく受難曲の作曲が委嘱された。このうちタン・ドゥンはキリスト教徒ではない。またこの企画では、それぞれの作曲家が福音書以外にもテキストを用いることができるという委嘱条件が課されていたが、他の作曲家が聖書の別の部分あるいは他の宗教的テキストを用いたのに対し、タン・ドゥンは「新マタイ受難曲」の副題を「永遠の水」とし、従来のキリスト教観とは離れた作曲家自身による水に基づくテキストを用いた。このように現代においてはキリスト教徒以外の作曲家によるキリスト教音楽、また従来のキリスト教的テキストにとどまらず独自の解釈を用いることも聴衆に許容されつつある。